# Rhynchostegium laevisetum
Rhynchostegium laevisetum là một loài rêu trong họ Brachytheciaceae. Loài này được Geh. Mitt. mô tả khoa học đầu tiên năm 1882.